# Précieux
Précieux település Franciaországban, Loire megyében. Lakosainak száma 1040 fő (2022. január 1.). Précieux Grézieux-le-Fromental, L’Hôpital-le-Grand, Montbrison, Saint-Romain-le-Puy, Savigneux és Sury-le-Comtal községekkel határos.

## Népesség
A település népességének változása:
| Lakosok száma | 517  | 576  | 764  | 969  | 1043 | 1023 | 1031 | 1035 | 1033 | 1040 |
|               | 1968 | 1982 | 1990 | 2006 | 2013 | 2015 | 2017 | 2019 | 2020 | 2022 |